# Anomoclada portoricensis
Anomoclada portoricensis är en bladmossart som först beskrevs av Hampe et Gottsche, och fick sitt nu gällande namn av Vána. Anomoclada portoricensis ingår i släktet Anomoclada och familjen Cephaloziaceae. Inga underarter finns listade i Catalogue of Life.